# 채운면
채운면(彩雲面)은 대한민국 충청남도 논산시에 설치된 면이다.

## 개요
채운면은 옛날 각종 꽃들이 만발해서 오화지지(五花之地)라 불렀으며 백제 때에는 의자왕이 여기에 더욱 꽃들을 가꾸어 궁중의 놀이터로 삼았고 조선시대에는 시인묵객들의 요람이던 고장이었다. 또한 채운면은 1967년에 논산시에서는 처음으로 딸기를 재배하기 시작하여 논산시 전역에 확대보급하여 농가소득 증대에 기여하였으며, 1937년 일제강점기에는 채운면 우기리 남송정(南松亭)에서 한시(漢詩)백일장 전국대회가 군소재지가 아닌 리(里)단위에서 개최되었다는 놀라운 소식이 용은선행(龍隱善行)이란 책자가 발견되어 알려지게 된 유서깊은 고장이다.

## 행정 구역
- 삼거리(三巨里)
- 심암리(深巖里)
- 야화리(野花里)
- 용화리(龍花里)
- 우기리(禹基里)
- 장화리(長花里)
- 화산리(花山里): 행정복지센터 소재지
- 화정리(花亭里)

## 교육
- 이화초등학교
- 채운초등학교